# Bitwa pod Trzcianą
Bitwa pod Trzcianą (Bitwa pod Trzcianem) – starcie zbrojne, które miało miejsce 27 czerwca 1629 podczas wojny polsko-szwedzkiej (1626–1629).
Bitwa pod Trzcianą uchodzi za największe polskie zwycięstwo od czasu bitwy pod Kircholmem – hetman polny koronny Stanisław Koniecpolski zdecydowanie pokonał armię szwedzką dowodzoną przez króla Gustawa Adolfa. W tej głównie kawaleryjskiej bitwie jazda szwedzka za cenę ogromnych strat własnych uratowała swoją piechotę przed nieuchronną zagładą.

## Geneza
Król polski Zygmunt III Waza otrzymał pomoc militarną od cesarza Ferdynanda II w postaci 5 tys. piechoty i rajtarii, których późną wiosną 1629 przyprowadził gen. Jan Jerzy Arnheim i stanął obozem w okolicach Grudziądza. Zgrupowanie to postanowił zlikwidować król szwedzki Gustaw II Adolf wyruszając z Malborka na czele 5 tys. piechoty i 4 tys. jazdy. Gdy Szwedzi dowiedzieli się o połączeniu sił Arnheima z wojskami hetmana Stanisława Koniecpolskiego, rozpoczęli odwrót.

## Bitwa

### Szwedzi w odwrocie
W drogę powrotną do Malborka Szwedzi ruszyli 25 czerwca – pierwszy rankiem wymaszerował z Kwidzyna Herman Wrangel, który miał pod sobą, nie licząc taboru, 46 kompanii piechoty i 25 kompanii jazdy. Jan hrabia Renu, który dowodził 17 kompaniami rajtarów opuścił miasto dopiero wieczorem. Odwrót przeprowadzano w dwóch kolumnach – w jednej piechota z taborami maszerowała do Sztumu, natomiast osłaniająca jej marsz jazda posuwała się boczną drogą idącą przez Trzcianę, Straszewo i Pułkowice do Nowej Wsi, gdzie obie trasy łączyły się ze sobą.

### Trzciana
Koniecpolski postanowił uderzyć na Szwedów, dlatego dowódca posiłkowych wojsk cesarskich feldmarszałek Arnheim na czele austriackiej rajtarii wyruszył z Grudziądza, a wkrótce po nim z Synichu wyruszyła jazda polska. Łącznie Polacy i Austriacy mieli 1,3 tys. husarii (9 chorągwi), 1,2 tys. jazdy kozackiej i 2 tys. rajtarii cesarskiej (piechota austriacka została na miejscu). Następnego dnia zaatakowali tylną straż szwedzką (2 tys. rajtarów i 60 muszkieterów), dowodzoną przez hrabiego Renu. Hetman rzucił do frontalnego ataku jazdę kozacką i rajtarię, sam natomiast zaatakował z husarią prawe skrzydło szwedzkie. Garstka muszkieterów została zmieciona z pola walki, zanim zdołała zmienić front i oddać salwę. Rozpędzona husaria uderzyła z boku na szwedzkich rajtarów. Już po kilku minutach walki szwedzki szyk został złamany, w wyniku czego masa szwedzkiej rajtarii rzuciła się do bezładnej ucieczki na północ w kierunku Straszewa. W pogoń za uciekinierami rzuciła się jazda kozacka. Doszło do rzezi uciekających rajtarów, gdyż ich ciężkie konie nie miały szans, by umknąć dobieranym i szkolonym do walki z Tatarami polskim koniom.

### Straszewo
Pod Straszewem, w odległości około 3 km, stała druga grupa szwedzkiej jazdy licząca 700 żołnierzy, która na odgłos walki ustawiła się w szyku. Wkrótce dołączył do niej hrabia Renu wraz z 300 uratowanymi z pogromu rajtarami, których ustawił w drugim rzucie. Gdy pokazała się ścigająca uciekających Szwedów jazda kozacka, została przywitana salwą z pistoletów, która zatrzymała polską jazdę. Jednak zaraz potem pojawiła się husaria i ruszyła z kopiami w ręku do ataku. Widok ten przeraził szwedzkich rajtarów, którzy nie wytrzymali i rzucili się do ucieczki w kierunku Pułkowic, gdzie stał z resztą jazdy król Szwecji Gustaw Adolf.

### Pułkowice

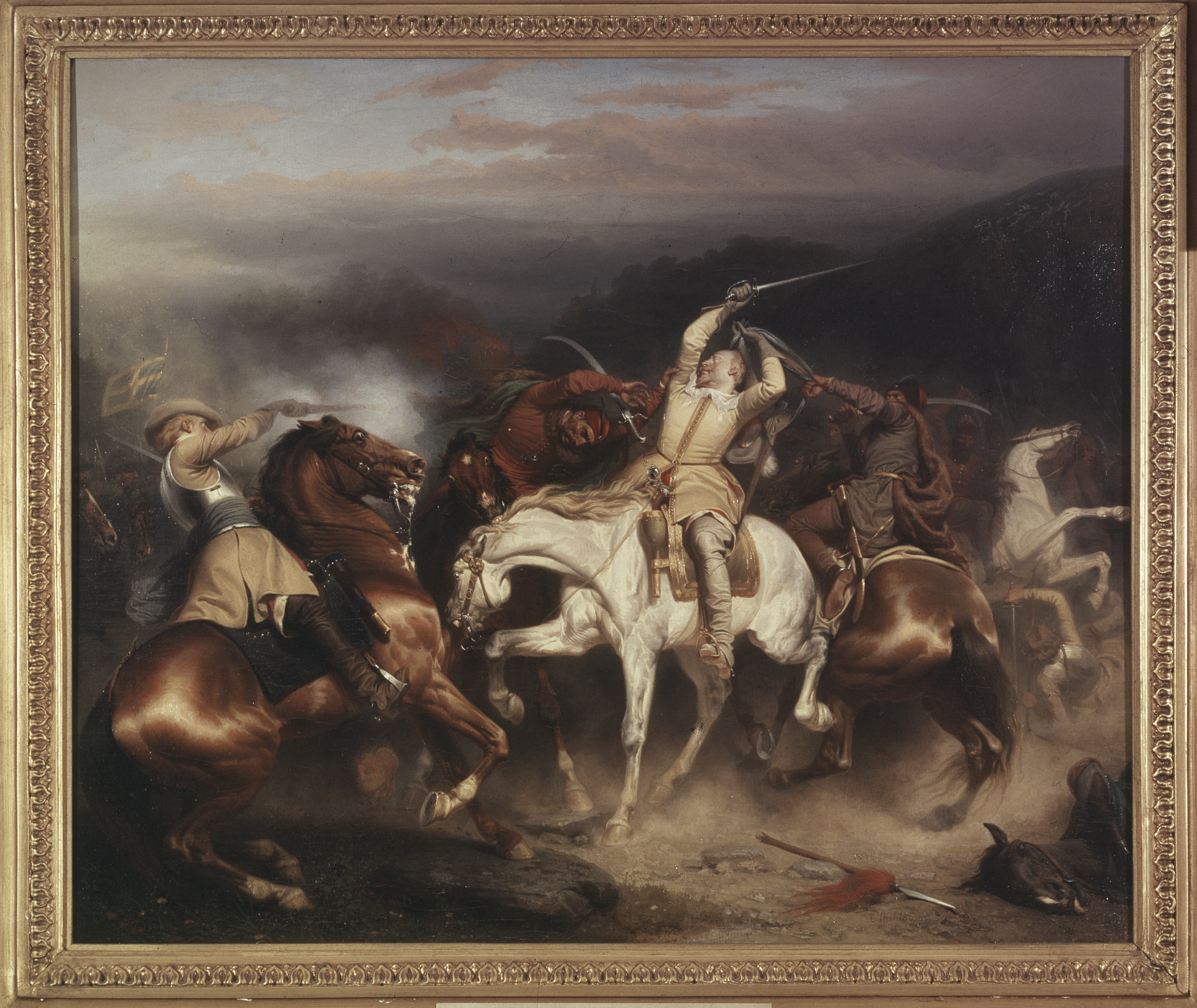
Szwedzki obraz „Gustaw Adolf pod Sztumem” (1853)

Stojący pod Pułkowicami (7 km od Trzciany) Gustaw Adolf zdawał sobie sprawę z klęski swojej tylnej straży. Zebrał 2150 nie uczestniczących dotąd w bitwie rajtarów oraz 1 tys. ocalałych z pogromu niedobitków i stawił czoła idącym w pościgu polskim jeźdźcom. Doszło więc do trzeciego już starcia – jadąca na zmęczonych już koniach polska jazda kozacka bez zastanowienia zaatakowała czekające na nich wojska szwedzkie i nie zatrzymała jej nawet silna salwa rajtarskich pistoletów. Wkrótce przybyła husaria wraz z Koniecpolskim i rajtarzy cesarscy.
Obie strony miały w tej chwili po 3 tys. jeźdźców, ale większość Szwedów była wypoczęta, za to Polacy i Austriacy podbudowani dotychczasowymi sukcesami. Szyki obu armii całkowicie się pomieszały i o wyniku bitwy decydowała teraz nie taktyka, a biegłość szermiercza. Ponieważ w tej dziedzinie Polacy zdecydowanie górowali nad Szwedami, wynik starcia był z góry przesądzony. W zażartej walce czynny udział brali obaj wodzowie – Koniecpolski nawet strzałem z pistoletu obalił jednego ze szwedzkich oficerów. W bardzo poważnym niebezpieczeństwie znalazł się sam Gustaw Adolf, który przeżył dzięki ofiarności swoich podkomendnych.
Walka była zacięta, jednak w końcu lepsze wyszkolenie indywidualne polskich jeźdźców doprowadziło do tego, że szyk szwedzki uległ załamaniu. Widząc to, Gustaw Adolf rzucił się do ucieczki w kierunku Sztumu.

### Syn feldmarszałka kosztem własnego życia ocalił szwedzką piechotę
Piechota szwedzka znalazła się teraz w poważnym niebezpieczeństwie. Świadomy zagrożenia Wrangel rzucił do walki ostatni regiment jazdy, którym dowodził jego syn Johann. Wspomagany przez oddział niedobitków spod Trzciany Johann Wrangel stawił czoła posuwającej się szybko jeździe polskiej i austriackiej. Walka była krótka (zginął w niej syn feldmarszałka), jednak wystarczyło to, by piechota zdążyła schronić się za umocnieniami Sztumu. Ponieważ piechota polska i cesarska nie mogły nadążyć za szybko posuwającą się kawalerią, nie można było osaczyć miasta. Zamknięci tam Szwedzi wykorzystali zapadające ciemności i wymknęli się, po czym uszli w kierunku Malborka.

## Podsumowanie
Bitwa doprowadziła do prawie całkowitej likwidacji jazdy szwedzkiej, której straty wyniosły 600 zabitych i 200 wziętych do niewoli, w tym wielu wyższych oficerów. Kosztem swej jazdy doskonała piechota szwedzka w większości ocalała, tracąc ok. 600 zabitych i 300 wziętych do niewoli. Polskie zwycięstwo nie zmieniło stosunku sił, jednak po tej bitwie Szwedzi już do końca wojny nie zdołali odzyskać inicjatywy.
Bitwa dobitnie wykazała, że bez wsparcia piechoty i artylerii jazda szwedzka w otwartej walce nie może jednak równać się z jazdą polską. Na królu Szwecji wielkie wrażenie wywarła jedna z kozackich chorągwi, której żołnierze otoczeni czterema kornetami szwedzkimi, dzięki świetnemu wyszkoleniu indywidualnemu nie dopuścili, by nieprzyjaciel mógł użyć broni palnej. Po bitwie znaleziono w tym miejscu wiele obciętych rąk żołnierzy szwedzkich wraz z trzymanymi przez nie pistoletami. Ocalały z pogromu Gustaw Adolf przyznał, że w takich tarapatach nigdy jeszcze nie był.

## Upamiętnienie
Walki wojsk polskich pod Trzcianą zostały, po 1990 r., upamiętnione na Grobie Nieznanego Żołnierza w Warszawie napisem na jednej z tablic, „TRZCIANA 25 VI 1629” (jednakże w istocie bitwa rozegrana została w dniu 27 czerwca).
27 czerwca 2021 w Trzcianie odbyło się uroczyste otwarcie ścieżki edukacyjnej na trasie Trzciano-Straszewo-Pułkowice. Ośmiokilometrowa ścieżka upamiętnia zwycięstwo wojsk polskich w bitwie pod Trzcianą z 27 czerwca 1629.  W każdym punkcie znajdują się multimedialne kioski, prezentacje w każdym z nich przedstawiają mapy, obrazy z epoki i fragmenty filmowych scen balistycznych. Instalację przygotowano z inicjatywy Prezesa Rady Ministrów Mateusza Morawieckiego. Projekt wykonała Fundacja Pomorska Inicjatywa Historyczna.